# Пташиний (орнітологічний заказник)
Орнітологічний заказник «Пташи́ний» — об'єкт природно-заповідного фонду Харківської області, орнітологічний заказник місцевого значення.
Розташований біля селища міського типу Орілька Лозівського району.
Загальна площа — 2,0 га.
Заказник утворений рішенням Харківської обласної ради від 27 січня 2005 року.
Відповідальний за охорону — Орільська дільниця управління каналу Дніпро-Донбас.

## Опис
Заказник знаходиться на острові, що утворився після спорудження в долині річки Орілька (лівобережна притока річки Оріль) Орільського водосховища як складової частини каналу Дніпро-Донбас.
Ландшафти заказника  — лісові та лучно-болотні заплави.
Категорія земель — землі держзапасу  — водний фонд.
Ґрунти — лучні.

### Флора
На похилому березі південно-західної частини острова в рослинному покриві прибережної смуги домінують очеретово-рогозові та вербові угруповання. Берег північно-східної експозиції острова крутий, висотою 2-3 метра. Тут представлені піонерні рослинні бур'янові угруповання з участю лікарських видів рослин.
Серед близько 100 видів рослин, що зберігаються у заказнику, є рідкісні, серед яких головатень руський (Echinops ritro), що занесений до Червоного списку Харківської області.
Види цінних лікарських рослин: алтея лікарська (Althaea officinalis), бузина чорна (Sambucus nigra), верба біла (Salix alba), деревій майже звичайний (Achillea submillefolium), пижмо звичайне (Tanacetum vulgare), череда трироздільна (Bidens tripartita), шипшина щитконосна (Rosa corymbifera).

### Фауна
На острові розташовується колонія мартина жовтоногого (Larus cachinnans) чисельністю близько 800 гнізд. Цей вид птахів — новий вид гніздової орнітологічної фауни Харківської області. Колонія мартина жовтоногого у заказнику «Пташиний» — одна з двох відомих на території області.
Острів з мілководними ділянками навколо нього в міграційний період є місцем відпочинку та годівлі перелітних птахів водно-болотного комплексу: гусей, качок, лебедів, мартинів, крячків, куликів, чапель, пастушкових.
Серед перелітних птахів є рідкісні види, які занесені до:
- Європейського червоного списку: казарка червоновола (Rufibrenta ruficollis), шуліка чорний (Milvus migrans) , грицик великий (Limosa limosa);

- Червоної книги України: казарка червоновола (Rufibrenta ruficollis), орлан-білохвіст (Haliaeetus albicilla), гоголь (Bucephala clangula), скопа (Pandion haliaetus), кулик-сорока ( Haematopus ostralegus), кулик-довгоніг (Himantopus himantopus), шуліка чорний (Milvus migrans), крячок малий (Sterna albifrons);

- Червоного списку тварин Харківської області: чепура велика (Egretta alba), чепура мала (Egretta garzetta), чапля руда (Ardea purpurea), лебідь-шипун (Cygnus olor), шуліка чорний (Milvus migrans), пісочник малий (Charadrius dubius), грицик великий (Limosa limosa), крячок малий (Sterna albifrons), крячок річковий (Sterna hirundo), рибалочка (Alcedo atthis).

## Заповідний режим
Мета створення заказника — збереження ділянки землі — місця розташування унікальної для Харківської області колонії мартина жовтоногого у центрі Орільського водосховища — у складі Орільського природного коридору місцевого значення, як елементу національної екологічної мережі області.
Завданнями заказника є:
- збереження в природному стані острова на Орільському водосховищі, де знаходиться одне з двох відомих на території Харківської області колоніальне поселення мартина жовтоногого — нового виду гніздової орнітологічної фауни Харківщини;
- збереження в природному стані цікавого для моніторингу об'єкта для вивчання сукцесійних змін на острові, що утворився після створення водосховища.

На території забороняється:
- проведення будь-якої господарської діяльності, яка може завдати шкоди заповідному об'єкту та порушити екологічну рівновагу;
- самочинна зміна меж, зміна охоронного режиму;
- знищення та вилов всіх видів тварин, розорення гнізд, нір, інших видів сховищ та жител;
- меліоративні та будь-які інші роботи, що можуть привести до зміни гідрологічного режиму території заказника;
- будь-яке порушення ґрунтового покриву, будівництво, забруднення території;
- організація місць відпочинку, розведення вогнищ;
- інші види робіт, що можуть привести до порушення природних зв'язків та природних процесів, втрати наукової, господарської, естетичної цінності природного комплексу заказника.

Дозволяється на території заказника:
- систематичні спостереження за станом природного комплексу.